# 貝爾縣 (德克薩斯州)
貝爾縣（英語：Bell County）位美國德克薩斯州中部偏東的一個縣。面積2,818平方公里。根据美國2000年人口普查，共有人口237,974人。縣治貝爾頓（Belton）。
成立於1850年1月22日，縣政府成立於同年8月1日。縣名紀念第三任州長彼得·H·貝爾（Peter Hansborough Bell）。